# Araber-Haflinger
Aus der Kreuzung von Arabern und Haflingern, bezeichnet als Arabo-Haflinger, wurde ein schlanker Pferdetyp mit dem goldenen Deck- und dem blonden Langhaar des Haflingers herausgezüchtet. Dieses Kleinpferd wird in Österreich künftig als Pferderasse Araber-Haflinger (AH) geführt.
Hintergrundinformationen zur Pferdebewertung und -zucht finden sich unter: Exterieur, Interieur und Pferdezucht.
Zurzeit stammt noch ein Großteil der registrierten Population von Araber-Hengsten und Haflinger-Stuten ab. Die Anpaarung dieser zwei Rassen ist nicht ganz unproblematisch: Oft haben die Nachkommen einen unharmonischen Körperbau (schwache Nachhand, zu mächtige Köpfe) oder auch einfach zu viel Temperament für den kräftigen Körperbau und sind für Kinder und Anfänger nicht geeignet. In Zukunft wird die Rasse aus dem entstandenen Zuchtstamm ohne zusätzliches Haflingerblut und mit nur wenig Araberblut (ox) weitergezüchtet. Kriterium der Zugehörigkeit zur Rasse Araber-Haflinger ist der ox-Anteil. Der Blutanteil der beiden Ausgangsrassen wird zwischen 25 und 75 % liegen, der Edelblutanteil beträgt bei Erhaltung des Haflinger-Exterieurs in aller Regel höchstens 37,5 %.

## Exterieur
Die Fuchsfarbe herrscht vor und ist erwünscht, es kommen jedoch recht häufig auch Falben und andere Farben bis hin zum Schimmel vor. Die Farbe ist kein Bewertungsmerkmal für die Zugehörigkeit zur Rasse Araber-Haflinger. Das Zuchtziel ist auf ein vielseitiges und anspruchsloses Reitpferd im Kleinpferderahmen abgestimmt. Der Araber-Haflinger soll einen Körperbau im Rechteck-Format mit ca. 140–150 cm Stockmaß, einen edlen, trockenen Kopf, dem Araber ähnlich, mit weiten Nüstern und sprechendem Auge, sowie eine freie Ganasche aufweisen. Der Hals soll genügend lang, schön geschwungen und ohne Unterhalsbildung sein, der Widerrist kräftig ausgebildet, die lange Schulter schräg, die Brust nicht allzu breit, aber möglichst tief, die Mittelhand harmonisch zum Gesamteindruck passend, mit gut gespanntem Rücken, ovaler Rippe und korrektem Schluss. Besonderer Wert ist auf eine lange, kräftige, harmonisch rund geformte Kruppe sowie beste Winkelung zu legen. Starke Gelenke, trockene Sehnen, gesunde Hufe und mittelstarke Röhren (18–19 cm) sind für ein korrektes Fundament erforderlich. Sattellage und Gangvermögen sowie Hufqualität und Weichheit der Gänge sind besser ausgeprägt als bei Haflingern.

## Interieur
Die Rasse Araber-Haflinger soll die positiven Eigenschaften der beiden Ausgangsrassen vereinigen: Härte und Anspruchslosigkeit, einwandfreier Charakter, angenehmes, aber lebhaftes Temperament und hohe Leistungsbereitschaft. Araber-Haflinger sollen als Fahr-, Voltigier-, Dressur-, Spring-, Vielseitigkeits-, Western-, Wanderreit-, Therapie- und Familienpferd einsetzbar sein.

## Zuchtgeschichte

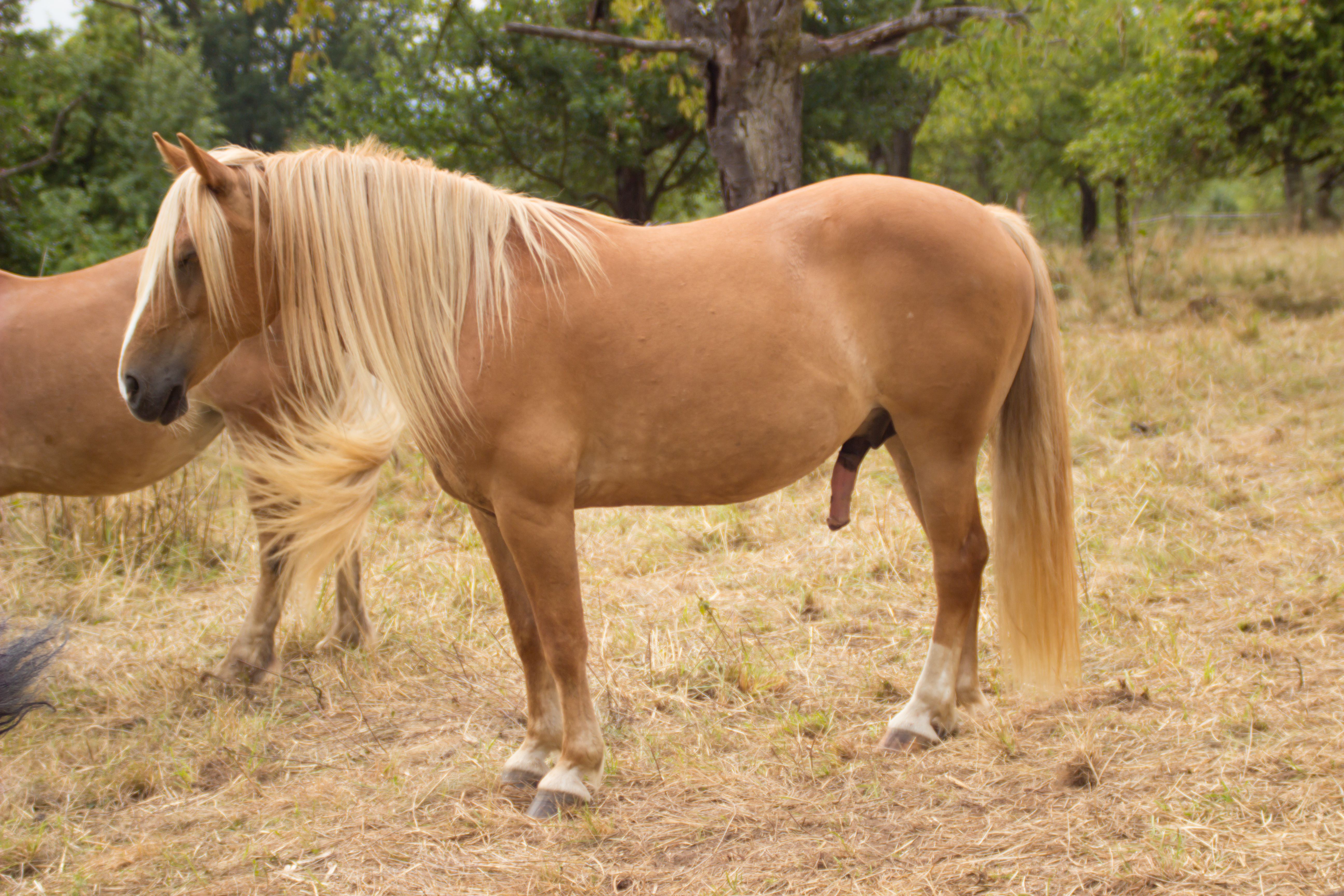
Araber-Haflinger, zur Paarungszeit

Um 1960 begannen einzelne österreichische Haflingerzüchter mit Veredelungsversuchen. In der Steiermark wurden wohl schon 1960 Zuchtversuche mit Araberhengsten im Gestüt Derfflinger in Leoben durchgeführt, die aber nicht weitergeführt wurden. Vereinzelt sind Veredelungsprodukte im oberen Murtal zu finden. Ab 1964 wurde mit dem Shagya-Araber-Hengst K-Amurath II-1 durch Rittmeister Jeszensky in Kammer am Attersee ein  veredelter Haflingerstamm begründet. Der oberösterreichische Pferdezuchtverband führte diese Zuchtprodukte der F1–Generation im Pony-Register, in der R1–Generation bereits im Haflinger-Register. Der Amurath-Nachkommenschaft entstammt auch die Siegerstute einer zentralen Stutbuchaufnahme 1987. Heute jedoch werden im O.Ö. Haflinger-Stutbuch aufgrund eines Beschlusses der ARGE Haflinger nur Stuten mit höchstens 6,25 % Edelblutanteil eingetragen. Der Tiroler Verband startete 1976 einen Zuchtversuch mit Freiherr, der aber sehr bald einem Kolik-Anfall erlag. Als Sohn des sehr schweren Haflingerhengstes Meiselstein und einer edlen Fawzane-ox–Tochter war er zwar groß, aber wenig edel und unharmonisch. Seine Nachkommen wurden angeblich aus der Zucht genommen, können aber in westdeutschen Stutbüchern noch festgestellt werden. 1998 führten die niederösterreichischen Züchter mit dem sächsischen Haflingerhengst Galant sowie mit dem bayerischen Hengst Nachtflug etwas Araberblut zu, doch scheint damit die Veredelungsaktion abgeschlossen zu sein. In Kärnten wurde 2005 der Hengst Nimbus mit 6,25 % Araberblut anerkannt und eingesetzt.
In Salzburg erzeugte der Vollblutaraber Fawzane ox, ein großliniger Hengst im Renntyp, mit einer Kärntner Haflingerstute zwischen 1970 und 1980 einen veredelten Stamm, der im Rahmen des Salzburger Haflingerverbandes unter der Geschäftsführung von Dr. Holz, Obmann des Landesvereines ländlicher Reiter, zur Rückzüchtung mit Reinhaflingern eingesetzt wurde. Dieser Zuchtversuch wurde 1974 vom Verbandsvorstand beschlossen, jedoch 1979 wieder außer Kraft gesetzt, wodurch die inzwischen herangewachsenen Jungpferde nicht mehr als Zuchttiere anerkannt worden wären. Damit waren deren Besitzer aber nicht einverstanden. So kam es im Frühjahr 1979 zur Gründung eines eigenständigen Zuchtverbandes des Araber-Haflinger Pferdes, der von den Behörden genehmigt und von der Landwirtschaftskammer anerkannt wurde. Der ursprüngliche Wirkungsbereich für das Land Salzburg wurde Anfang 1993 auf das gesamte Bundesgebiet ausgeweitet.